# 시뮬라
시뮬라(simula)는 노르웨이인 달과 뉘고르가 알골을 시뮬레이션 목적으로 확장하여 개발한 언어이다. 프로세스 지향적 언어이며, 차후 많은 언어의 모태가 되었다.

## 개요
오슬로의 노르웨이 계산 센터의 크리스틴니갈(Kristen Nygaard)과 올 요한 다히(Ole-Johan Dahl)가 1962년부터 1967년에 걸쳐, Simula의 원형이 되는 Simula I와 Simula67을 ALGOL 60의 확장판으로써 설계했다. Simula는 당시 시뮬레이션에 사용되었는데, 후에 범용언어가 되었다. Simula라는 이름은 시뮬레이션언어 라는 의미의 영어 「simulation language」 와 간략한 범용언어를 의미하는 영어 「simple universal language」 의 두곳에서 유래했다.
주로 북유럽권에서 사용되었으며, 언어적으로 완성도가 높지않아 널리 보급되지는 못했지만, 추후 개발된 언어들에 끼친 영향은 컸다. 특히 스몰토크는 Simula의 객체지향개념을 일반화시킨것이라고 할 수 있다.
C++ 역시, 처음엔 C언어로 Simula의 클래스 등의 기능을 추가한 형태였다.

## 샘플 코드

### 최소한의 프로그램
최소한의 프로그램은 빈 블록으로 간단히 표현한다:
```
Begin

End
;
```

### 전통적인 Hello world
시뮬라의 Hello world 프로그램의 예:
```
Begin

   
OutText
 ("Hello World!");
   
Outimage
;

End
;
```

시뮬라는 대소문자를 구별한다.